# Delkovec
Delkovec est un village de la municipalité de Mače (comitat de Krapina-Zagorje) en Croatie. Au recensement de 2011, le village comptait 143 habitants.